# Раталоро (Трапани)
Раталоро је насеље у Италији у округу Трапани, региону Сицилија.
Према процени из 2011. у насељу је живело 70 становника. Насеље се налази на надморској висини од 74 м.